# Lou Marsh
Lewis Edwin « Lou » Marsh (17 février 1879 – 4 mars 1936) est un athlète et arbitre canadien. Il est aussi considéré un pionnier du journalisme sportif au Canada et a œuvré au Toronto Star pendant 43 ans. Son nom est associé au Trophée Étoile du Nord, instauré en son honneur la même année de sa mort, jusqu'en 2021.